# Devil's Staircase

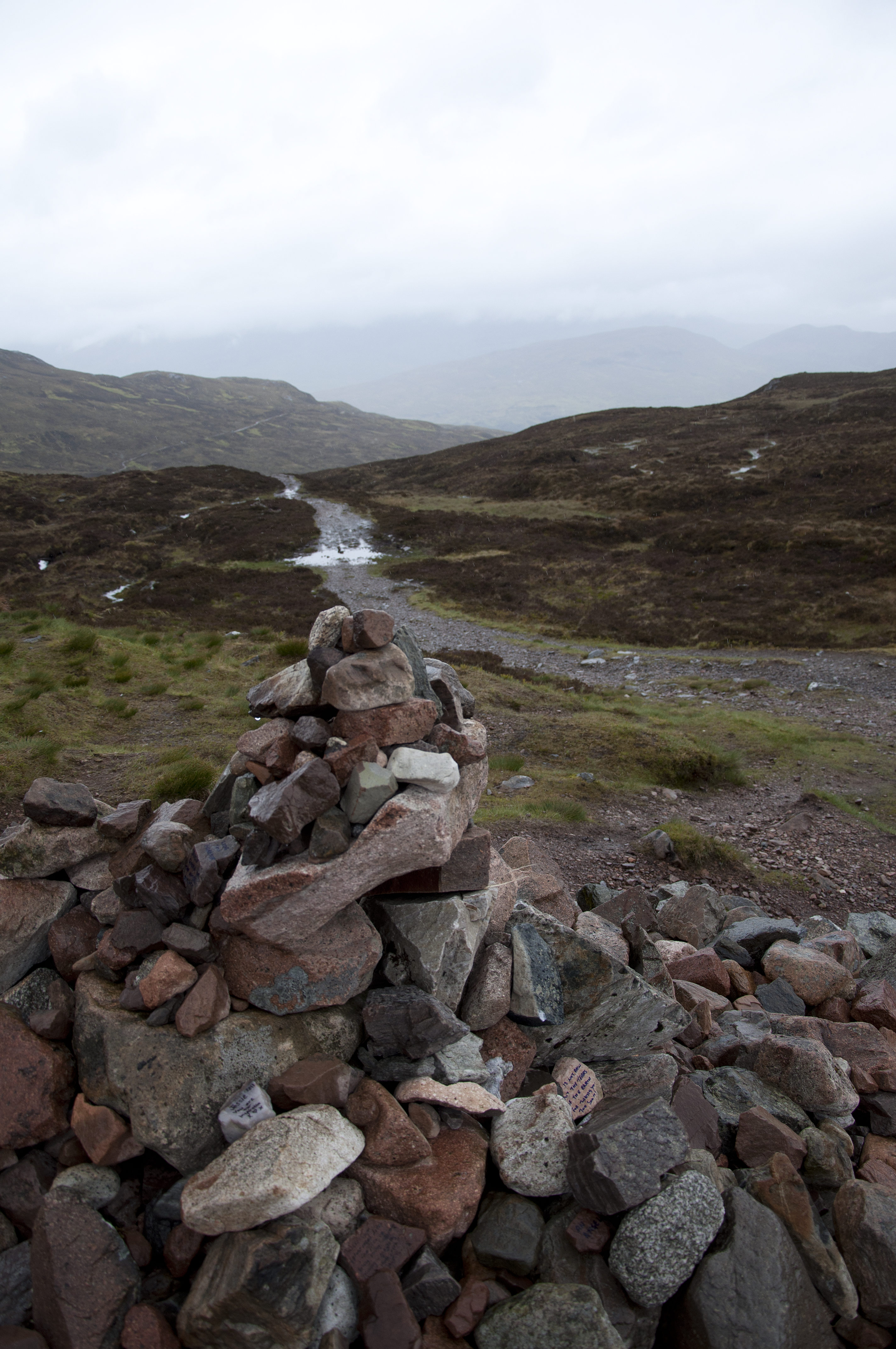
Cairn op de top van Devil's Staircase

Devil's Staircase (Nederlands: Trap van de Duivel) is een gedeelte van de West Highland Way, het meest bekende en drukst belopen wandelpad van Schotland. Devil's Staircase is de kronkelende klim die naar een 550 m hoge richel leidt van waar men naar het noordwesten Kinlochleven ziet liggen en naar het zuiden de vallei Glen Coe en haar bekende berg Buachaille Etive Mòr. Het is het hoogste punt op de West Highland Way.
Het wandelpad ligt op een deel van de oude weg (Old Military Road) die door militairen werd aangelegd, onder leiding van generaal George Wade. Zij noemden het steile stuk Devil's Staircase omwille van de moeilijkheid om hem te overwinnen als ze met bouwmaterialen zeulden. Een aantal werklieden die aan de nabijgelegen Blackwater dam uit 1909 werkten kwamen hier om op hun weg naar Kingshouse Hotel.
Het pad naar Devil's Staircase vertrekt bij een parkeerplaats bij Altnafeadh langs de A82 bij de oostelijke uitloper van Aonach Eagach en een paar kilometer ten westen van Kingshouse Hotel. Hij loopt ten noordwesten van Glen Coe en doorkruist de vallei niet. Het pad van Altnafeadh tot Kinlochleven is ongeveer 14 km lang; Devil's Staircase bereikt men na ongeveer 6 km en ligt 305 m hoger dan Altnafeadh.

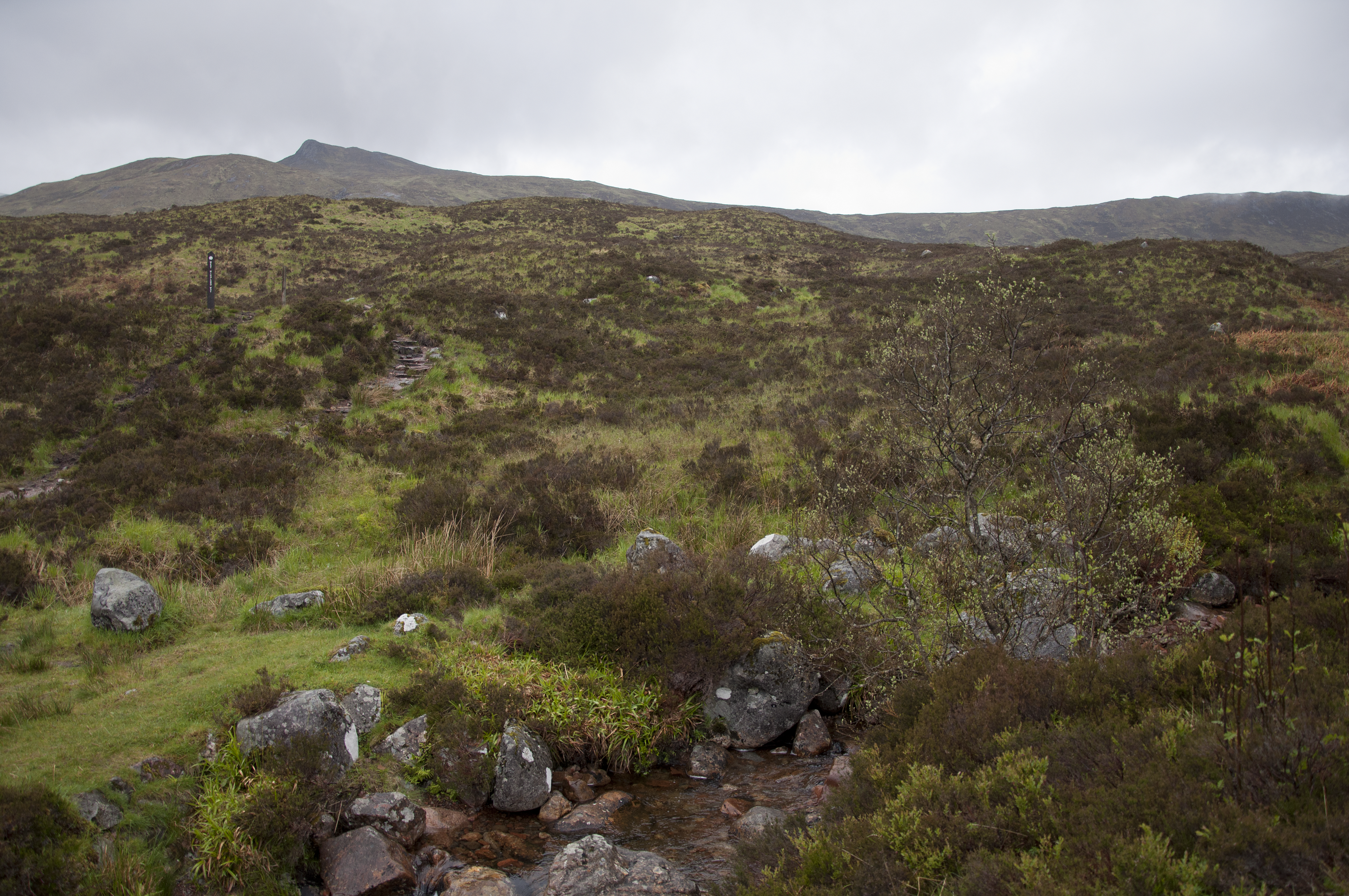
Vertrek bij de A82
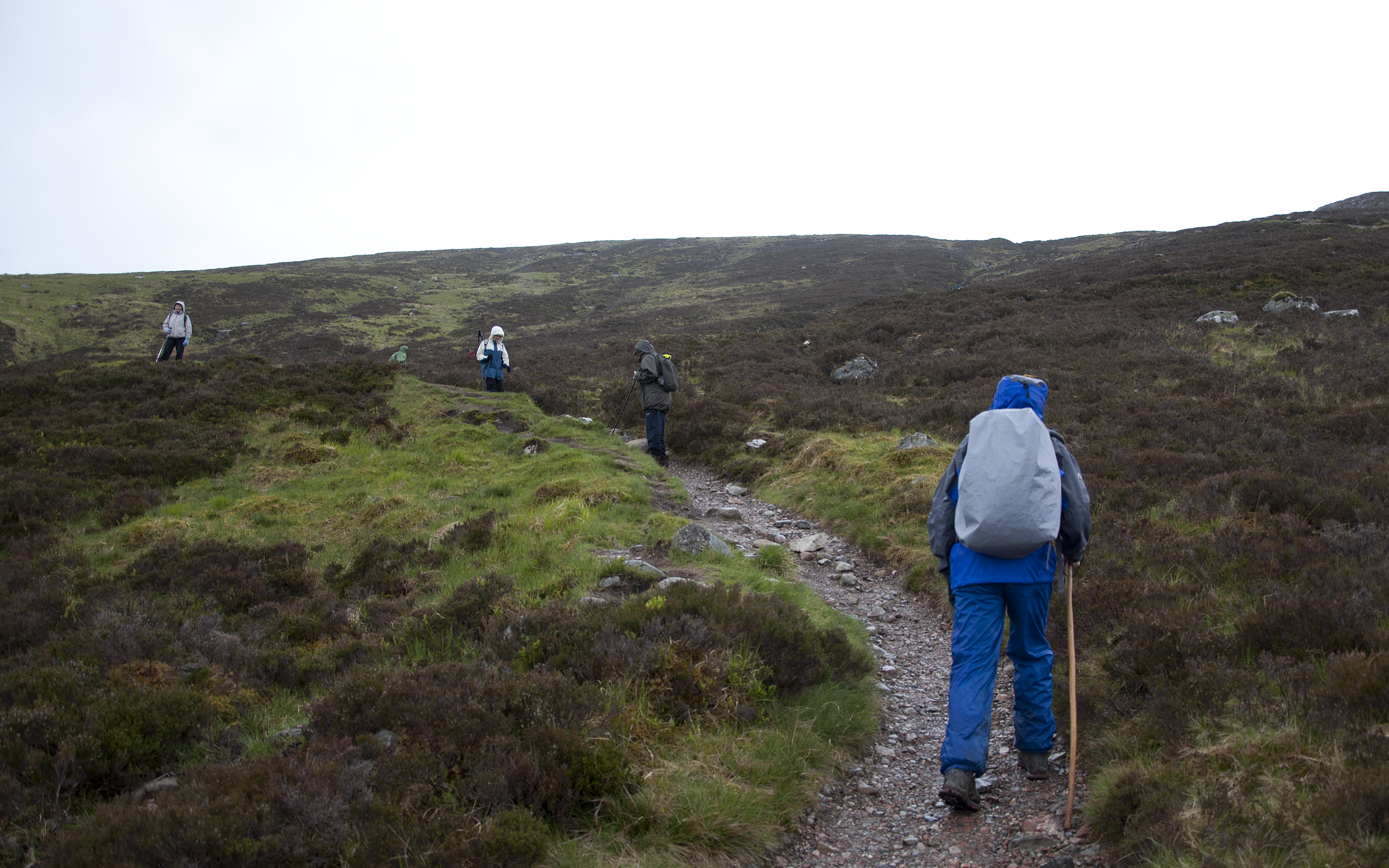
Op weg
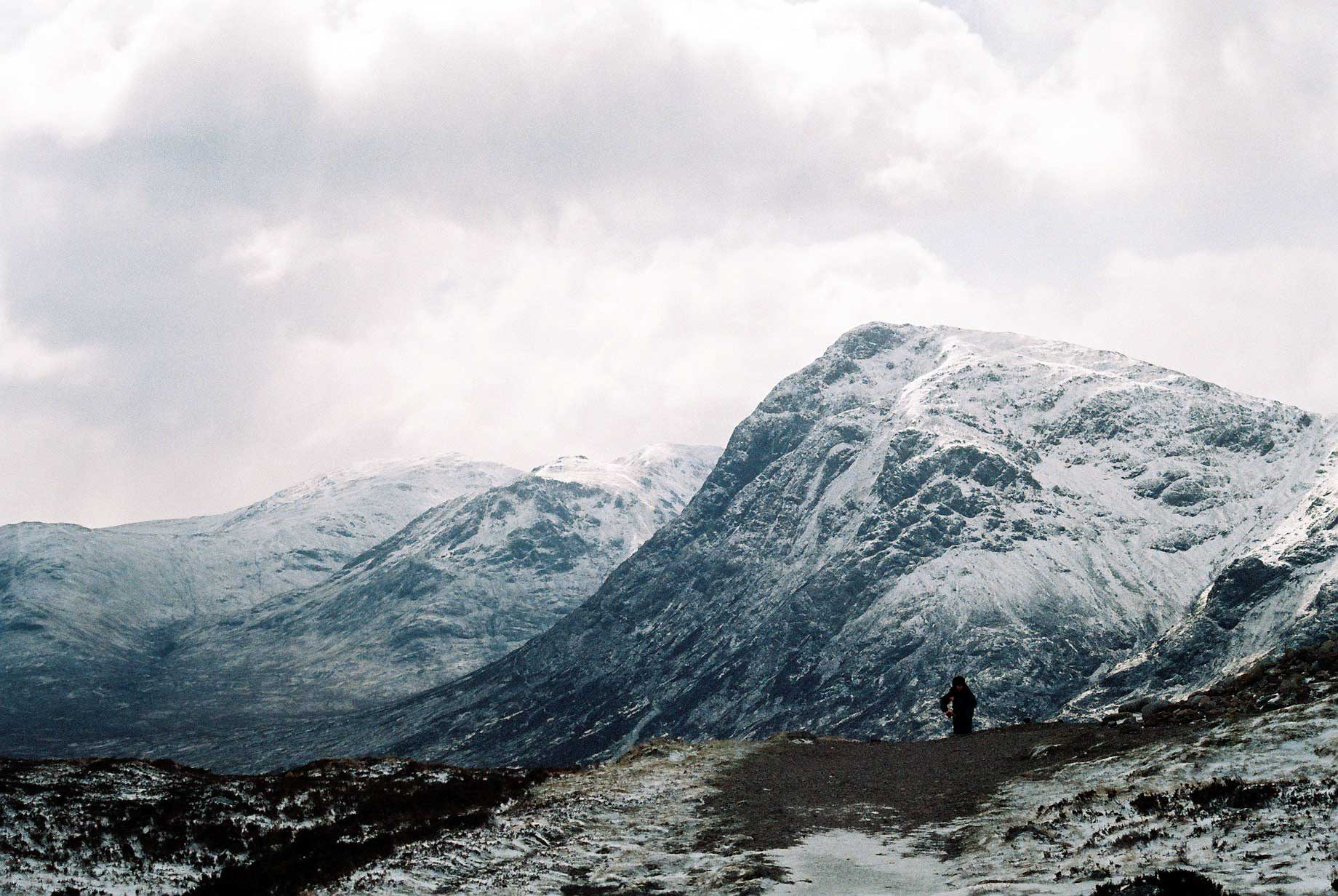
Bovenop de Devil's Staircase
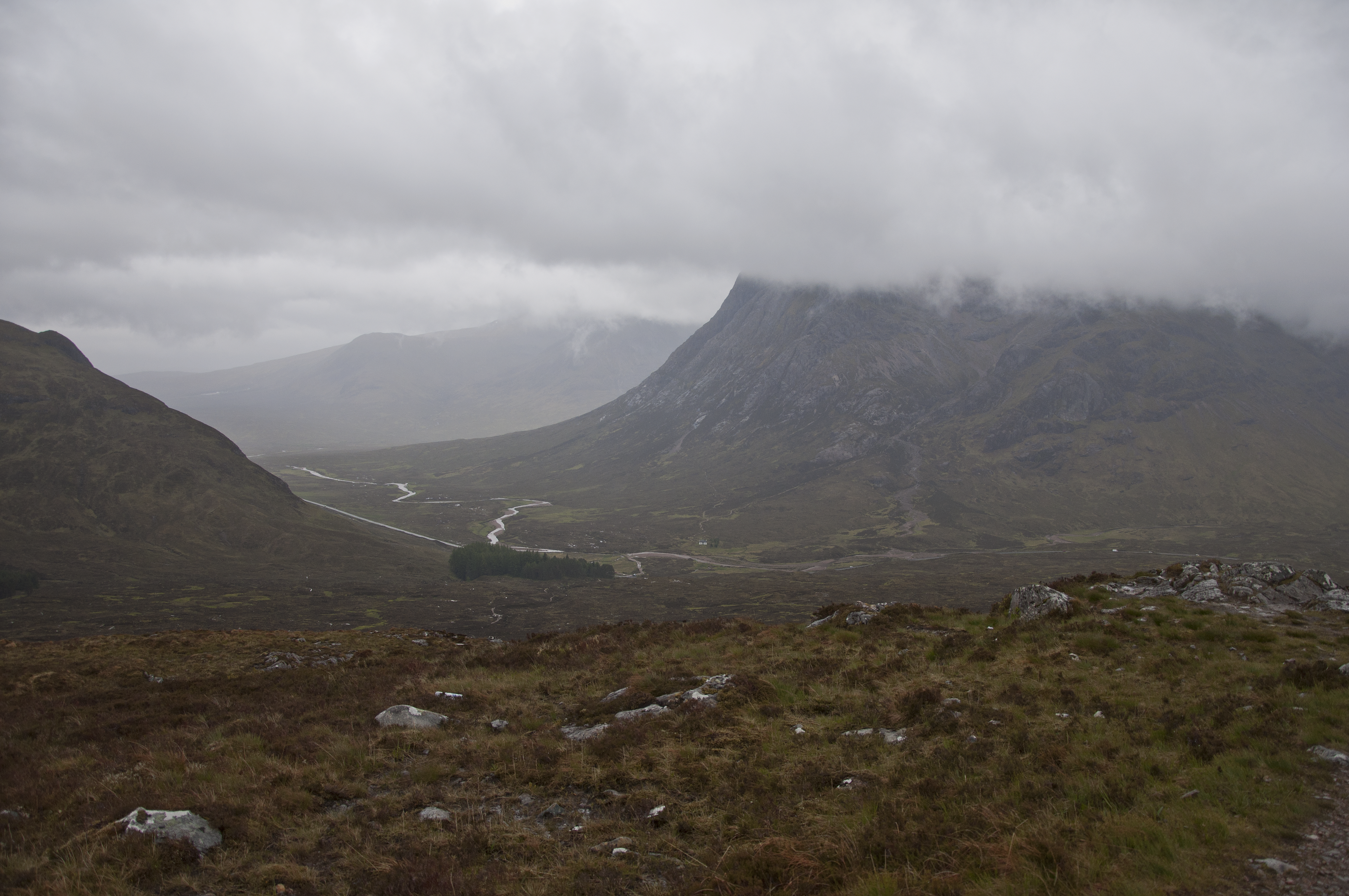
De A82 en Buachaille Etive Mòr